# Acromis spinifex
Acromis spinifex is een keversoort uit de familie bladkevers (Chrysomelidae). De wetenschappelijke naam van de soort werd in 1763 gepubliceerd door Linnaeus.